# Cristian Mora
Cristhian Rafael Mora (Vinces, Equador, 26 de Agosto de 1979) é um ex-jogador equatoriano de futebol que atuava como goleiro. Foi titular em toda a campanha da Seleção Equatoriana na Copa de 2006.

## Títulos
LDU
- Campeonato Equatoriano de Futebol: 2005 Apertura, 2007